# Auburndale (Wisconsin)
 Auburndale  ist eine Gemeinde (mit dem Status „ Village“) im Wood County im US-amerikanischen Bundesstaat Wisconsin. Das U.S. Census Bureau ermittelte bei der Volkszählung 2020 eine Einwohnerzahl von 702.

## Geografie
Auburndale liegt in der Mitte Wisconsins, rund 30 km westlich des in den Mississippi mündenden Wisconsin River. Die geografischen Koordinaten von Auburndale sind 44°37′37″ nördlicher Breite und 90°00′28″ westlicher Länge. Das Gemeindegebiet erstreckt sich über eine Fläche von 5,52 km² und ist vollständig von der Town of Auburndale umgeben, gehört dieser aber nicht an. 
Nachbarorte von Auburndale sind Fenwood (29,7 km nördlich), Milladore (12,4 km ostsüdöstlich), Vesper (18,6 km südsüdöstlich), Arpin (12,2 km südlich), Hewitt (9,5 km westnordwestlich) und Marshfield (16 km in der gleichen Richtung).
Die nächstgelegenen größeren Städte sind Wausau (68,6 km nordöstlich), Green Bay am  Michigansee (180 km östlich), Appleton (153 km ostsüdöstlich), Wisconsins größte Stadt Milwaukee (283 km südöstlich), Wisconsins Hauptstadt Madison (218 km südsüdöstlich), La Crosse am Mississippi (175 km südwestlich), Eau Claire (139 km westnordwestlich), die Twin Cities in Minnesota (274 km in der gleichen Richtung) und Duluth am Oberen See in Minnesota (374 km nordwestlich).

## Verkehr

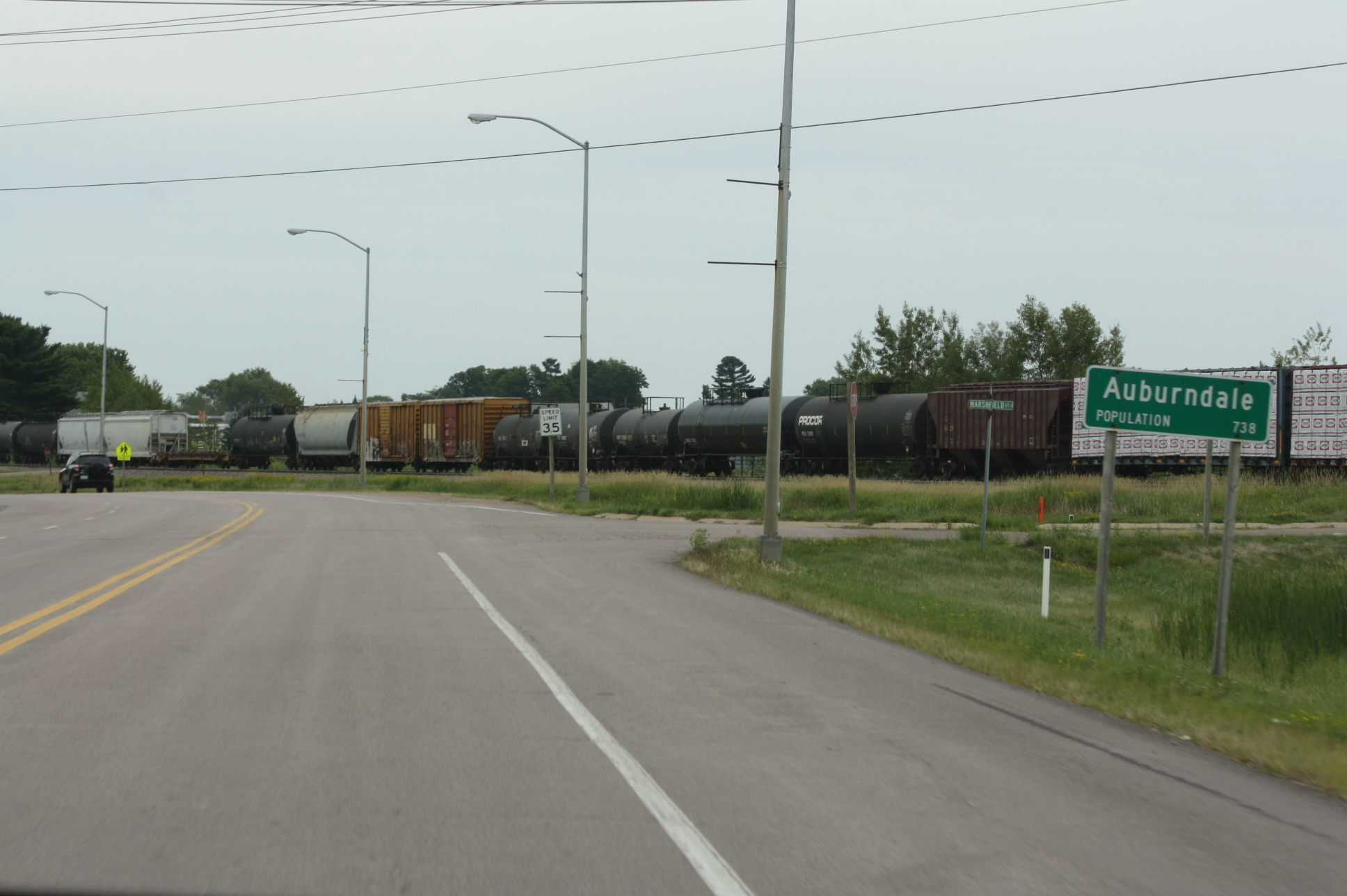
Eisenbahnstrecke der CN am westlichen Ortseingang

Der vierspurig ausgebaute U.S. Highway 10 und der auf einem gemeinsamen Streckenabschnitt verlaufende Wisconsin State Highway 13 bilden die südliche Ortsgrenze von Auburndale. Der Wisconsin State Highway 186 erreicht mit der Einmündung in den die Hauptstraße von Auburndale bildenden County Highway P seinen nördlichen Endpunkt. Alle weiteren Straßen sind untergeordnete Landstraßen, teils unbefestigte Fahrwege sowie innerörtliche Verbindungsstraßen.
Durch Auburndale verläuft für den Frachtverkehr eine Eisenbahnstrecke der Canadian National Railway (CN).
Der nächste Flughafen ist der Central Wisconsin Airport bei Wausau (48,3 km nordöstlich).

## Bevölkerung
Nach der Volkszählung im Jahr 2010 lebten in Auburndale 703 Menschen in 291 Haushalten. Die Bevölkerungsdichte betrug 127,4 Einwohner pro Quadratkilometer. In den 291 Haushalten lebten statistisch je 2,42 Personen. 
Ethnisch betrachtet setzte sich die Bevölkerung zusammen aus 98,7 Prozent Weißen, 0,2 Prozent (zwei Personen) Afroamerikanern sowie 1,0 Prozent aus anderen ethnischen Gruppen. Unabhängig von der ethnischen Zugehörigkeit waren 5,4 Prozent der Bevölkerung spanischer oder lateinamerikanischer Abstammung. 
23,5 Prozent der Bevölkerung waren unter 18 Jahre alt, 62,4 Prozent waren zwischen 18 und 64 und 14,1 Prozent waren 65 Jahre oder älter. 48,6 Prozent der Bevölkerung war weiblich.
Das mittlere jährliche Einkommen eines Haushalts lag bei 62.500 USD. Das Pro-Kopf-Einkommen betrug 24.587 USD. 8,2 Prozent der Einwohner lebten unterhalb der Armutsgrenze.